# Orthocaulis longiflorus
Orthocaulis longiflorus är en bladmossart som beskrevs av Theodor Carl Karl Julius Herzog. Orthocaulis longiflorus ingår i släktet Orthocaulis och familjen Anastrophyllaceae. Inga underarter finns listade i Catalogue of Life.